# 리샤오시 (2005년)
리샤오시(중국어: 李小溪, 병음: Li Xiaoxi, 한자음: 이소계, 2005년 9월 6일 ~ )는 중화인민공화국의 바둑 기사이다. 산둥성 타이안시 출신으로 중국기원 소속의 5단이다. 제4회 전국 마인드스포츠 대회 여자부 우승자이다.

## 경력
산둥성 타이안시에서 태어났다. 2016년 전국 아마추어 여자 바둑 선수권 대회 을조 1위를 기록헸고, 2019년 입단대회에서 10승 3패로 예술에 진출했고, 제4회 전국 마인드스포츠 대회 여자부에서 11승 1패의 우수한 성적으로 우승을 차지했다. 2021년 2단으로 승단했다. 2022년 제5회 오청원배 세계여자바둑대회에 참가했고, 3단으로 승단했다. 2024년 10회 황룡사배 세계여자바둑대회에 참가하여 4위를 차지했다.